# Парламентские выборы в Камеруне (2002)
Парламентские выборы в Камеруне состоялись 30 июня 2002 года. В результате победило правящее Камерунское народное демократическое движение, получив 149 из 180 мест. В 17 округах результаты были отменены Верховным судом из-за нарушений, и 15 сентября выборы были проведены повторно.

## Полные результаты
| Партия                                        | Места | +/- |                                      |
| --------------------------------------------- | ----- | --- | ------------------------------------ |
| Камерунское народное демократическое движение | 149   | +40 |                                      |
| Социал-демократический фронт                  | 22    | –21 |                                      |
| Демократический союз Камеруна                 | 5     | 0   |                                      |
| Союз народов Камеруна                         | 3     | +2  |                                      |
| Национальный союз за демократию и прогресс    | 1     | –12 |                                      |
| Движение за свободу молодежи Камеруна         | 0     | –1  |                                      |
| Всего                                         | 180   | 0   | Источник: African Elections Database |